# 董家窑街道
董家窑街道，是中华人民共和国江西省南昌市东湖区下辖的一个乡镇级行政单位。

## 行政区划
董家窑街道下辖以下地区：
五纬路社区、豆芽巷社区、金家山社区、青山南路社区、青桥社区、南永和路社区、南京西路北社区、贤士一路社区、南京西路南社区、贤士二路社区、殷家巷社区、贤士花园第一社区、贤士花园第二社区、南昌大学医学院家委会、南昌大学一附院家委会、江纸家委会、佘山路家委会、朱家湖社区、新华社区和青阳社区。